# Cabut de capell nevat
El cabut de capell nevat (Capito maculicoronatus) és una espècie d'ocell de la família dels capitònids (Capitonidae) que habita Panamà i la zona limítrofa de Colòmbia.